# Delphine Batho

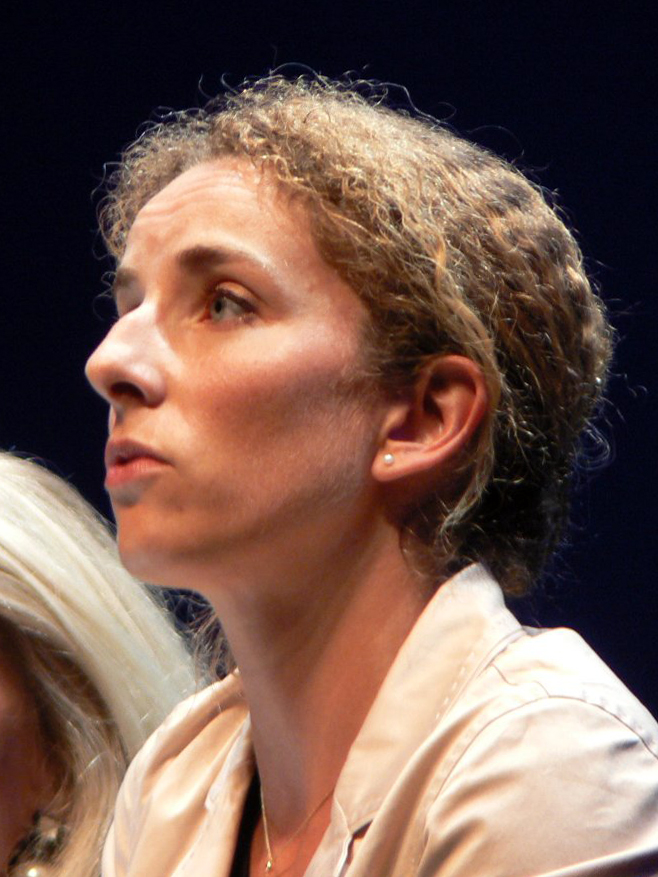
Delphine Batho (2007)

Delphine Batho (* 23. März 1973 in Paris) ist eine französische Politikerin. Sie war bis zum 2. Juli 2013 Ministerin für Umwelt, nachhaltige Entwicklung und Energie im Kabinett von Premierminister Jean-Marc Ayrault. Sie wurde am 2. Juli 2013 als Umweltministerin entlassen, weil sie öffentlich den Sparkurs der amtierenden Regierung Ayrault und vor allem die Etatkürzungen im Umweltministerium kritisiert hatte.

## Leben

### Engagement gegen Diskriminierung und für Schülerrechte
Delphine Batho, Tochter der bekannten französischen Fotografen John und Claude Batho, engagierte sich beeinflusst durch den Tod von Künstlern wie Daniel Balavoine, Coluche und Pierre Desproges bereits als Schülerin des Lycée Henri IV für die Rechte von Schülern. Zu ihren Mitschülerinnen gehörte die spätere Journalistin und Schriftstellerin Mazarine Pingeot, eine uneheliche Tochter von François Mitterrand. 1988 trat sie als Fünfzehnjährige der Menschenrechtsorganisation SOS Racisme sowie der Schülerorganisation Fédération indépendante et démocratique lycéenne (FIDL) bei, deren Präsidentin sie zwischen 1990 und 1992 war.
Batho, die danach von 1992 bis 1998 Vizepräsidentin von SOS Racisme war, wurde 1994 Mitglied der Parti Socialiste und schloss sich dort dem von Jean-Luc Mélenchon und Julien Dray geführten linken Parteiflügel an, für den sie sich mit Fragen der inneren und nationalen Sicherheit befasste. Im Jahr 2000 wurde sie Mitglied des Nationalbüros der PS und stieg damit in die oberste Führung der Partei auf. Daneben war sie zwischen 2003 und 2008 Nationalsekretärin der Parti Socialiste für Sicherheitsfragen.

### Abgeordnete, Beigeordnete Ministerin und Ministerin
Am 17. Juni 2007 erfolgte ihre Wahl zur Abgeordneten der Nationalversammlung, in der Delphine Batho seither den Wahlkreis Deux-Sèvres II vertritt. Ihr Mandat ruht seit ihrem Eintritt in die Regierung am 17. Mai 2012.
Nach der Wahl von François Hollande zum Staatspräsidenten und der Benennung von Jean-Marc Ayrault zum Premierminister, wurde sie von diesem am 17. Mai 2012 zur Beigeordneten Ministerin im Justizministerium in dessen Kabinett berufen und war als solche Justizministerin Christiane Taubira unterstellt.
Als Ministerin sorgte sie für eine erste kleine Affäre in der neuen Regierung: Kurz nach ihrer Benennung zog sie aus einer von ihr bewohnten Sozialwohnung aus, nachdem es bereits seit Monaten zur Kritik kam, da der Mietzins für diese Wohnung um rund 30 Prozent unter dem Pariser Mietniveau für Wohnungen derartiger Größen lag.
Bei der Neubildung des Kabinetts nach der Parlamentswahl 2012 wurde Batho zur Ministerin für Umwelt, nachhaltige Entwicklung und Energie berufen. Im Rahmen der Sparpolitik der französischen Regierung wurde ihrem Ministerium eine siebenprozentige Budgetkürzung verordnet, die sie öffentlich kritisierte. Daraufhin wurde sie am 2. Juli 2013 entlassen. Nachfolger wurde Philippe Martin. In einer anschließenden Pressekonferenz ging sie mit der Regierung, dem Stil ihrer Entlassung und indirekt auch mit Präsident François Hollande scharf ins Gericht und äußerte die Überzeugung, dass ihre Entlassung nur auf Druck gewisser Wirtschaftskreise erfolgt sei. Insbesondere der Chef des Unternehmens, der mit der Büroleiterin von François Hollande verheiratet ist, habe schon vor ihrer Entlassung gesagt, dass sie demnächst keine Rolle mehr spielen werde. Eine Rolle dürfte gespielt haben, dass sie anstrebte, die Abgaben auf Dieseltreibstoff, die in Frankreich wesentlich tiefer sind als auf Benzin, denjenigen von Benzin anzugleichen, um die Luftqualität zu verbessern.
Bei der Parlamentswahl 2017 setzte sie sich ein drittes Mal für die Parti socialiste durch. Auch bei den Wahlen im Juni 2022 und den vorgezogenen Neuwahlen 2024 konnte sie sich in Stichwahlen im Wahlkreis Deux-Sèvres II durchsetzen, nun allerdings als Kandidatin der Génération écologie.